# 東京ワールドゲート赤坂
東京ワールドゲート赤坂（とうきょうワールドゲートあかさか）は、東京都港区赤坂2丁目における大規模な複合施設。デベロッパーは森トラストとNTT都市開発、設計・施工業者は大成建設。

## 概要と経緯
赤坂ツインタワー本館・東館などの跡地に整備される複合施設である。2021年1月15日に着工し、一期工事の竣工が2024年8月、二期工事の竣工が2025年10月を予定している。プロジェクトの中核は、地上43階地下3階、高さ約210メートルの超高層ビルであり、オフィスのほか、ホテルや店舗などの施設も備えた複合施設となる。また、民間都市再生事業計画にも認定されている。
2022年5月、街区名称を「東京ワールドゲート赤坂」、建物名称を「赤坂トラストタワー」にそれぞれ決定した。
2024年10月31日、森トラストとNTT都市開発は赤坂トラストタワーの完成を受けて、竣工式を実施。また両社はこの日までに、隣接する「ATT新館（現：ATT EAST）」と「NTT赤坂ビル」を東京ワールドゲート赤坂の街区に編入した。

### 施設構成
赤坂トラストタワー
- 2F メディカルスクエア赤坂

メディカルスクエア赤坂は、もともと旧赤坂ツインタワーの隣接地で運用されていた診療所。赤坂トラストタワーへの移転後は、当診療所が入居していたビルも解体される。